# Beta Hydri
Beta Hydri (β Hydri, förkortat Beta Hyi, β Hyi) som är stjärnans Bayerbeteckning, är en ensam stjärna belägen i den sydvästra delen av stjärnbilden Lilla vattenormen. Den har en skenbar magnitud på 2,80, är synlig för blotta ögat och den ljusaste stjärnan i stjärnbilden. Baserat på parallaxmätning inom Hipparcosuppdraget på ca 134,0 mas, beräknas den befinna sig på ett avstånd på ca 24 ljusår (ca 7,5 parsek) från solen. 

## Egenskaper
Primärstjärnan Beta Hydri är en gul till vit underjättestjärna av spektralklass G2 IV. Den har en massa som är omkring dubbelt så stor som solens massa, en radie som är ca 1,8 gånger större än solens och utsänder från dess fotosfär ca 3,5 gånger mera energi än solen vid en effektiv temperatur på ca 5 900 K.
Beta Hydri är en något mer utvecklad stjärna än solen och har snart förbrukat förrådet av väte i dess kärna. Den är en av de äldsta stjärnorna i solens grannskap och har en likhet med vad solen kan se ut som i en avlägsen framtiden, vilket gör den till ett objekt av intresse för astronomer.

## Eventuellt planetsystem
År 2002 observerade Endl et al. en eventuell närvaron av en osynlig följeslagare kretsande kring Beta Hydri, som antyddes av förändrad radialhastighet med en periodicitet större än 20 år. Ett substellärt föremål som en planet med en minsta massa av fyra Jupitermassor och en separation på ca 8 AE skulle kunna förklara den observerade trenden. Om detta bekräftas skulle den vara en sann Jupiterkopia, men med fyra gånger större massa. Hittills har dock inga sådana objekt säkert observerats. De rapporterade observationerna bekräftades heller inte i CES- och HARPS-mätningar som publicerades på arXiv under 2012. I stället kan de långvariga radialhastighetsvariationerna orsakas av stjärnans magnetiska cykel.